# 岡崎市立河合中学校
岡崎市立河合中学校（おかざきしりつ かわいちゅうがっこう）は、愛知県岡崎市茅原沢町にある公立中学校。

## 概要
1947年（昭和22年）4月に開校した。1955年（昭和30年）、火災で焼失。同年、新築された。
| 調査日       | 生徒数 | 通常学級 | 特別支援学級 | 出典  |
| ------------ | ------ | -------- | ------------ | ----- |
| 2013年4月8日 | 75人   | 3        | 0            | [ 2 ] |
| 2019年5月1日 | 55人   | 3        | 1            | [ 3 ] |
| 2020年5月1日 | 60人   | 3        | 1            | [ 4 ] |
| 2021年5月1日 | 53人   | 3        | 2            | [ 5 ] |
| 2022年5月1日 | 54人   | 3        | 0            | [ 6 ] |

部活動は、陸上競技部（男女別）、ソフトテニス部（男女別）、卓球部（男女別）、自然科学部がある。

## 学区
| 小学校名            | 町名                                                   |
| ------------------- | ------------------------------------------------------ |
| 生平小学校 （全域） | 茅原沢町、生平町、蓬生町、古部町、切越町、秦梨町字土橋 |
| 秦梨小学校 （全域） | 須淵町、岩戸町、才栗町、秦梨町（字土橋を除く。）       |

（2022年12月26日現在）

## 主な活動
- ホタル保護活動
- 裏山を利用した活動

## 付近
- 乙川・男川

## 付近の道路
- 愛知県道35号岡崎設楽線
- 愛知県道37号岡崎作手清岳線